# Roberto Ciccotelli
Roberto Ciccotelli (Tollo, 18 settembre 1947) è un ex calciatore italiano, di ruolo attaccante.

## Carriera

Ciccotelli a Perugia nel 1976-1977

A partire dalla fine degli anni 1960 è per sei stagioni la prima punta (col numero 11 sulle spalle) del Giulianova, con il quale conquista una promozione dalla Serie D alla Serie C nell'annata 1970-1971 (ben 19 gol in quella stagione) e sfiora la B nel 1972-73, andando in rete con regolarità anche nelle stagioni successive.
Nell'estate del 1975 viene acquistato dal Perugia che si accinge a disputare il primo campionato di Serie A della sua storia. Nei due anni in Umbria, chiuso nel ruolo di centravanti da Novellino, trova saltuariamente spazio da ala, alternandosi con Pellizzaro e Sollier nella prima stagione, con Scarpa e Cinquetti nella seconda. Nonostante disputi soli 31 incontri in due anni, riesce a realizzare il non disprezzabile numero di 6 reti in campionato.
Per la stagione 1977-1978 passa alla Ternana, in Serie B, dove torna a essere schierato da centravanti segnando 2 reti in 18 presenze. Torna quindi nelle serie inferiori, contribuendo alla promozione del Giulianova in Serie C1 nella stagione 1979-1980.

## Palmarès

### Club

#### Competizioni nazionali
- Campionato italiano Serie D: 1

Giulianova: 1970-1971 (girone D)
- Campionato italiano Serie C2: 1

Giulianova: 1979-1980 (girone C)